# كارولين صن شاين
كارولين صن شاين هي ممثلة أمريكية سابقة، راقصة ومغنية ولدت في 5 سبتمبر 1995.